# Lijst van voetbalinterlands Angola - Letland
Deze lijst van voetbalinterlands is een overzicht van alle officiële voetbalwedstrijden tussen de nationale teams van Angola en Letland. De landen speelden tot op heden een keer tegen elkaar: een vriendschappelijk wedstrijd op 3 maart 2010 in Luanda.

## Wedstrijden
| № | Plaats | Datum        | Competitie        | Wedstrijd        | Uitslag |
| - | ------ | ------------ | ----------------- | ---------------- | ------- |
| 1 | Luanda | 3 maart 2010 | Vriendschappelijk | Angola – Letland | 1 – 1   |

## Samenvatting
| Competitie        | Totaal gespeeld | Winst Angola | Gelijk | Winst Letland | Doelsaldo Angola – Letland |
| ----------------- | --------------- | ------------ | ------ | ------------- | -------------------------- |
| Vriendschappelijk | 1               | 0            | 1      | 0             | 1 − 1                      |
| Totaal            | 1               | 0            | 1      | 0             | 1 − 1                      |

## Details

### Eerste ontmoeting
| Angola          | 1 – 1 | Letland            |
| Ricardo Job 76' | goals | 45' Ģirts Karlsons |

FAF · A-internationals · Bondscoaches · Statistieken · Angolees vrouwenelftal · Olympisch elftal · Angola U21 · Angola U20 · Angola U19 · Angola U18 · Angola U17
1980 – 1989 · 
1990 – 1999 · 
2000 – 2009 · 
2010 – 2019 ·
2020 − 2029
WK 2006
1977 · 
1978 · 1979 · 
1980 · 
1981 · 
1982 · 
1983 · 
1984 · 
1985 · 
1986 · 
1987 · 
1988 · 
1989 · 
1990 · 
1991 · 
1992 · 
1993 · 
1994 · 
1995 · 
1996 · 
1997 · 
1998 · 
1999 · 
2000 · 
2001 · 
2002 · 
2003 · 
2004 · 
2005 · 
2006 · 
2007 · 
2008 · 
2009 · 
2010 · 
2011 · 
2012 · 
2013 · 
2014 ·
2015 ·
2016 ·
2017 ·
2018 ·
2019 ·
2020 ·
2021 ·
2022 ·
2023 ·
2024
Algerije ·
Argentinië ·
Bahrein ·
Benin ·
Botswana ·
Burkina Faso ·
Burundi ·
Centraal-Afrikaanse Republiek ·
Comoren ·
Congo-Brazzaville ·
Congo-Kinshasa ·
Cuba ·
Egypte ·
Equatoriaal-Guinea ·
Eritrea ·
Estland ·
Ethiopië ·
Gabon ·
Gambia ·
Ghana ·
Guinee ·
Guinee-Bissau ·
Iran ·
Ivoorkust ·
Japan ·
Kaapverdië ·
Kameroen ·
Kenia ·
Lesotho ·
Letland ·
Liberia ·
Libië ·
Madagaskar ·
Malawi ·
Mali ·
Malta ·
Marokko ·
Mauritanië ·
Mauritius ·
Mexico ·
Mozambique ·
Namibië ·
Niger ·
Nigeria ·
Noord-Macedonië ·
Oeganda ·
Portugal ·
Rwanda ·
Sao Tomé en Principe ·
Saoedi-Arabië ·
Senegal ·
Seychellen ·
Sierra Leone ·
Soedan ·
Swaziland ·
Tanzania ·
Togo ·
Tsjaad ·
Tunesië ·
Turkije ·
Uruguay ·
Venezuela ·
Verenigde Arabische Emiraten ·
Zaïre ·
Zambia ·
Zimbabwe ·
Zuid-Afrika ·
Zuid-Korea
Iran (2006) ·
Mexico (2006) ·
Portugal (2006)
LFF · A-internationals · Bondscoaches · Statistieken · Lets vrouwenelftal · Olympisch elftal · Letland U21 · Letland U20 · Letland U19 · Letland U18 · Letland U17 · Letland U16
1922 – 1929 ·
1930 – 1940 ·
1950 – 1989 · 
1990 – 1999 ·
2000 – 2009 ·
2010 – 2019 ·
2020 – 2029
EK 1996 · 
EK 2000 · 
EK 2004 · 
EK 2008 · 
EK 2012
WK 1994 · 
WK 1998 · 
WK 2002 · 
WK 2006 · 
WK 2010 · 
WK 2014
OS 1924
1922 · 
1923 · 
1924 · 
1925 · 
1926 · 
1927 · 
1928 · 
1929 · 
1930 · 
1931 · 
1932 · 
1933 · 
1934 · 
1935 · 
1936 · 
1937 · 
1938 · 
1939 · 
1940 · 
1941 · 
1942 · 
1943 · 1944 · 
1945 · 
1946 · 
1947 · 
1948 · 
1949 · 
1950 – 1990 · 
1991 · 
1992 · 
1993 · 
1994 · 
1995 · 
1996 · 
1997 · 
1998 · 
1999 · 
2000 · 
2001 · 
2002 · 
2003 · 
2004 · 
2005 · 
2006 · 
2007 · 
2008 · 
2009 · 
2010 · 
2011 · 
2012 · 
2013 · 
2014 · 
2015 · 
2016 · 
2017 ·
2018 ·
2019 ·
2020 ·
2021 ·
2022
Albanië ·
Andorra ·
Angola ·
Armenië ·
Azerbeidzjan ·
Bahrein ·
België ·
Bolivia ·
Bosnië en Herzegovina ·
Brazilië ·
Bulgarije ·
China ·
Cyprus ·
Denemarken ·
Duitsland ·
Engeland ·
Estland ·
Faeröer · 
Finland ·
Frankrijk ·
Georgië ·
Ghana ·
Gibraltar ·
Griekenland ·
Honduras ·
Hongarije ·
Ierland ·
IJsland ·
Israël ·
Japan ·
Kazachstan ·
Koeweit ·
Kosovo ·
Kroatië ·
Liechtenstein ·
Litouwen ·
Luxemburg ·
Malta ·
Moldavië ·
Montenegro ·
Nederland ·
Noord-Ierland ·
Noord-Korea ·
Noord-Macedonië ·
Noorwegen ·
Oekraïne ·
Oezbekistan · 
Oman ·
Oostenrijk ·
Polen ·
Portugal ·
Qatar ·
Roemenië · 
Rusland ·
San Marino ·
Saoedi-Arabië ·
Schotland ·
Slovenië ·
Slowakije ·
Spanje ·
Thailand ·
Tsjechië ·
Tunesië ·
Turkije ·
Verenigde Staten ·
Wales ·
Wit-Rusland ·
Zuid-Korea ·
Zweden ·
Zwitserland